# Yudel Johnson
Yudel Johnson (ur. 6 czerwca 1981) – kubański bokser wagi lekkopółśredniej, srebrny medalista olimpijski z Aten. 
W 1999 roku został złotym medalistą igrzysk panamerykańskich w wadze piórkowej.
W 2004 roku podczas Letnich Igrzysk Olimpijskich zdobył w wadze lekkopółśredniej srebrny medal. W 1/16 miał wolny los, w 1/8 pokonał Zambijczyka Davisa Mwale, w ćwierćfinale wygrał z Uzbekiem Dilshodem Makhmudovem, a w półfinale pokonał Bułgara Borisa Georgiewa. Dopiero w finale uległ zawodnikowi z Tajlandii, Manusowi Boonjumnongowi.